# Léon Matagne
Léon Jacques Louis Matagne (Pont-à-Celles, 4 oktober 1880 - Charleroi, 17 augustus 1951) was een Belgisch socialistisch politicus.

## Levensloop
Matagne promoveerde tot burgerlijk mijningenieur (1905) aan de Universiteit van Luik en werd er hoogleraar. In 1926 werd hij verkozen tot gemeenteraadslid van Charleroi en in 1947 werd hij er schepen.
Hij werd in 1925 verkozen tot senator voor de Belgische Werkliedenpartij in het arrondissement Charleroi en vervulde dit mandaat tot aan zijn dood.
Op 5 januari 1940 werd hij minister van Openbare Werken in de regering-Pierlot IV, en na de Duitse inval in mei van dat jaar volgde hij de regering naar Frankrijk. Hij behoorde tot de Belgische ministers die zich na juni 1940 als ontslagnemend beschouwden en bleef de rest van de oorlog in Frankrijk. In tegenstelling tot drie van zijn collega's die in Duitse concentratiekampen terechtkwamen, waarbij twee van hen er het leven bij lieten, werd Matagne na te zijn gearresteerd in oktober 1943 en te zijn opgesloten in Fresnes, in december 1943 vrijgelaten. Hij dook voor de rest van de oorlog onder.
Na de oorlog bleef hij verder senator tot aan zijn dood. Hij werd vicevoorzitter van de Senaat.